# Claude Fleury
Cet article concerne un abbé, le confesseur de Louis XV. Pour le précepteur de Louis XV et futur cardinal, voir André Hercule de Fleury. Pour les autres homonymes, voir Fleury.

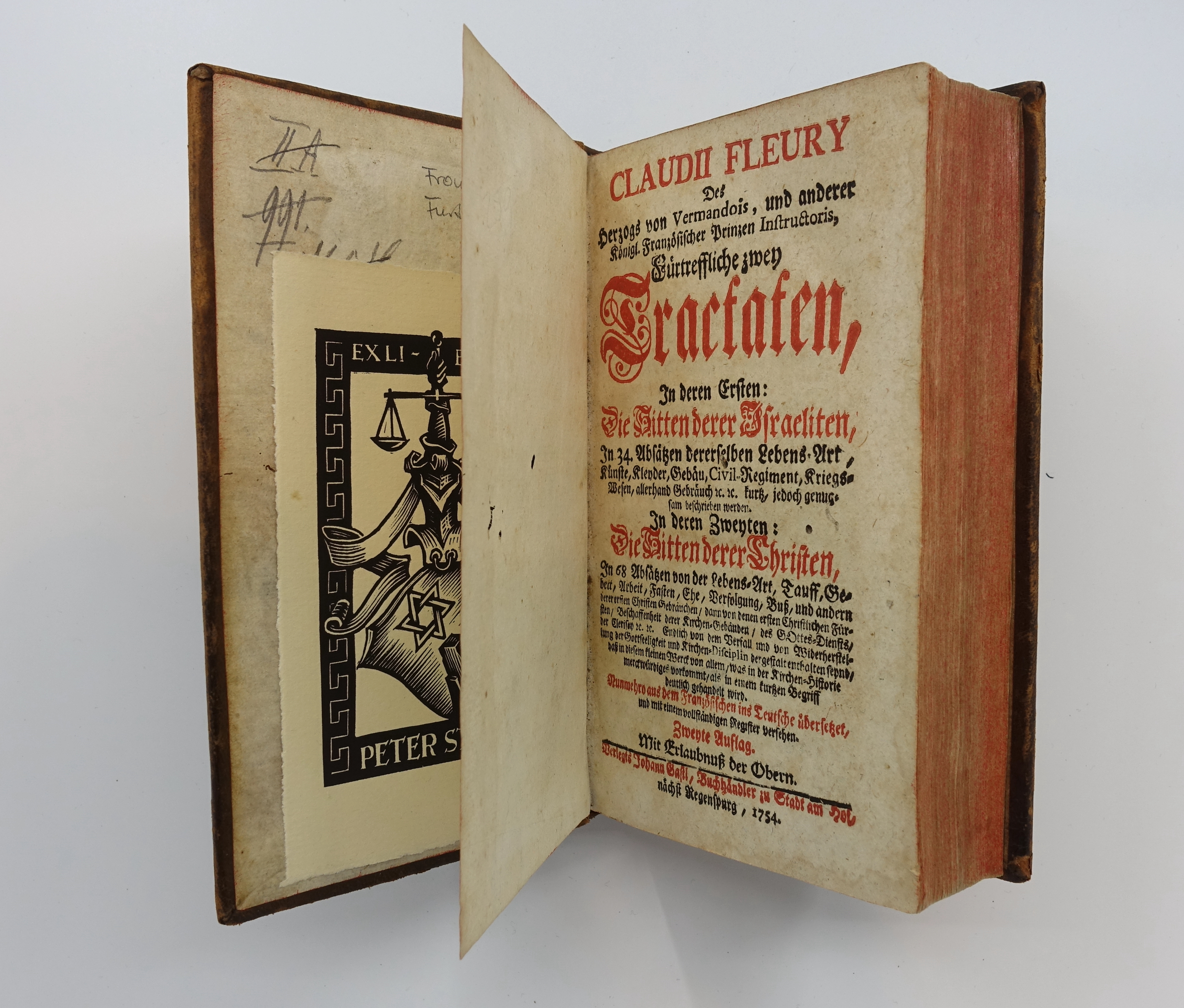
Mœurs des Israelites, traduction allemande de 1754, dans la collection du musée juif de Suisse.

Claude Fleury, né le 6 décembre 1640 à Paris, mort le 14 juillet 1723, est un prêtre français, historien de l'Église et juriste. De 1672 à 1705, il mène une longue carrière d'éducateur : il est précepteur des fils du prince de Conti, puis du comte de Vermandois, puis sous-précepteur des petits-fils de Louis XIV. De 1716 à 1722, il est confesseur de Louis XV, et titulaire de la feuille des bénéfices.

## Biographie

### Jeunesse et formation
Il naît à Paris le 6 décembre 1640, sur la paroisse Saint-Nicolas-des-Champs. Son père, Claude, originaire de Rouen, est avocat au Conseil privé. Sa mère est Marie Citolle. De 1650 à 1656, le garçon est élève des jésuites au collège de Clermont,. Il étudie ensuite le droit civil et l'histoire. Il est reçu avocat au parlement de Paris avant ses 18 ans, en 1658.
Il exerce ce métier neuf ans durant. Il est alors un protégé de Bossuet. C'est peut-être sous l'influence de ce dernier qu'il entreprend des études de théologie. Il est ordonné prêtre le 8 juin 1669.

### Éducateur
De 1672 à 1680, il est précepteur des orphelins d'Armand, prince de Conti : Louis-Armand et François-Louis, qui sont élevés avec le dauphin. Louis XIV le nomme ensuite précepteur de son fils légitimé, le comte de Vermandois, âgé de 13 ans. Fleury conserve cette fonction jusqu’à la mort du jeune homme, à 16 ans, en 1683. L'année suivante, en témoignage de reconnaissance, Louis XIV lui octroie le bénéfice de l'abbaye de Loc-Dieu, dans l'évêché de Rodez. Il en prend possession le 16 juillet 1685.
De 1689 à 1705, il est sous-précepteur des petits-fils de Louis XIV : les ducs de Bourgogne, d'Anjou et de Berry, dont Fénelon est le précepteur. Durant cette période, il travaille à son œuvre capitale, son Histoire ecclésiastique, dont le premier volume paraît en 1691.

### Académicien
Le 2 juillet 1696, il est élu membre de l'Académie française, au fauteuil no 36, où il remplace La Bruyère. En 1718, il sera l’un des quatre académiciens déclarant vouloir entendre les explications de l'abbé de Saint-Pierre avant de décider de son exclusion,.
En 1706, Louis XIV lui octroie le riche prieuré d'Argenteuil. Fleury résigne alors son abbaye de Loc-Dieu.

### Confesseur de Louis XV
Le 23 août 1715, dans son deuxième codicille, Louis XIV décide qu'à sa mort son propre confesseur, le père jésuite Le Tellier, deviendra le confesseur du nouveau roi. Louis XIV meurt le 1er septembre. Louis XV a cinq ans. Les conseillers du Régent souhaitent écarter les jésuites du pouvoir. Le confesseur — traditionnellement, un jésuite —, titulaire en ce temps-là de la feuille des bénéfices, est à un poste hautement stratégique. Le Régent écarte Le Tellier en prétextant que Louis XV n'a pas besoin d'un confesseur avant ses sept ans. Le 28 octobre, il ordonne à Le Tellier de quitter Paris. Celui-ci s'exécute le 22 novembre.
Le royaume est déchiré par l'affaire de la bulle Unigenitus et la controverse entre gallicans et partisans des jésuites. En 1716, la querelle est ravivée par l'incident du prêche de l'Avent au roi. Le Régent décide alors, pour apaiser les esprits, de nommer sans plus attendre un homme neutre comme confesseur du roi. Son choix se porte sur l'abbé Fleury, « gallican convaincu et quelque peu jansénisant », mais sans goût pour la controverse et n'appartenant à aucun des clans en présence : « Je vous ai choisi, dit le Régent, parce que vous n'êtes ni janséniste, ni moliniste, ni ultramontain. » Nommé le 9 novembre, Claude Fleury est présenté cinq jours plus tard à Louis XV. En tant que confesseur, il est titulaire de la feuille des bénéfices. Le 28 mars 1717, dimanche de Pâques, il confesse le roi pour la première fois.
Dépossédés d'un emploi qui leur donnait un très grand pouvoir, les jésuites attendent leur heure. L'occasion leur est fournie quelques années plus tard lorsque le Régent, par politique, prend momentanément leur parti contre le cardinal de Noailles. En mars 1722, ils obtiennent que l'abbé Fleury soit destitué,, et remplacé par le jésuite Bertrand Claude Taschereau de Linières.     
Claude Fleury meurt d'apoplexie le 14 juillet 1723, à 82 ans.

## Œuvre
Son œuvre majeure, à laquelle il travailla 30 ans, est une Histoire ecclésiastique en 20 volumes, qui paraît de 1691 à 1720. Elle connaîtra de nombreuses éditions et sera traduite en latin, en allemand et en italien. Elle couvre la période allant de l'établissement du christianisme jusqu’à l'année 1414 et sera plus tard complétée par une édition en 36 volumes allant jusqu’à l'année 1595.
Plusieurs de ses autres ouvrages seront eux aussi souvent réédités ; certains, que l'Église de Rome juge teintés de jansénisme, y compris son très populaire Catéchisme, seront également mis à l'Index. Le plus curieux, dans le contexte de la Déclaration des Quatre articles de Bossuet qui plaît tant à Louis XIV, est que Fleury réussit malgré tout à faire s'accorder au moins sur un point — lui-même — les deux ennemis Bossuet et Fénelon qui s'affrontent en regard du quiétisme : les deux le déclarent modeste, pieux, loyal et désintéressé.
Voltaire a dit de lui qu'il « vécut à la cour dans la solitude et dans le travail. Son Histoire de l’Église est la meilleure qu’on ait jamais faite, et les discours préliminaires sont fort au-dessus de l’histoire. Ils sont presque d’un philosophe, mais l’histoire n’en est pas ».

### Principales publications
- Histoire du droit français (1674)
- Catéchisme historique, contenant en abrégé l'histoire sainte et la doctrine chrétienne (1679). Ouvrage mis à l'Index.
- Les Mœurs des Israelites (1681)
- Les Mœurs des Chrétiens (1682)
- La Vie de la vénérable mère Marguerite d'Arbouze (1684)
- Traité du choix et de la méthode des études (2 volumes, 1686)
- Institution au droit ecclésiastique, Paris, Aubouin, 1687, 2 vol. Ouvrage mis à l'index.
- Les Devoirs des maîtres et des domestiques (1688)
- Histoire ecclésiastique, précédée du Discours sur cette histoire (20 volumes, premier volume publié en 1691[22])
- Histoire ecclésiastique, pour servir de continuation à celle de M. l'abbé Fleury (36 volumes, 1691-1738). Continuation par Jean-Claude Fabre et Claude-Pierre Goujet.
- Neuvième discours de M. l'abbé Fleury, sur les libertés de l'Église gallicane (1725). Ouvrage mis à l'index.
- Maximes et libertés gallicanes, rassemblées et mises en ordre, avec leurs preuves. Mémoire sur les libertés de l'Église gallicane, trouvé parmi les papiers d'un grand prince (1755)
- Table générale des matières contenues dans les XXXVI volumes de l'Histoire ecclésiastique de M. Fleury et du P. Fabre (1758)
- Droit public de France, ouvrage posthume de M. l'abbé Fleury, composé pour l'éducation des princes (1769)
- Le Soldat chrétien, ouvrage posthume de M. l'abbé Fleury (1772)
- Opuscules (5 volumes, 1780-81)
- Nouveaux Opuscules (1807)
- Œuvres de l'abbé Fleury, contenant : Traité du choix et de la méthode des études. Mœurs des Israélites et des chrétiens, Discours sur l'histoire ecclésiastique, Grand catéchisme historique, Histoire du droit français, etc., pour faire suite aux œuvres de Fénelon : précédées d'un Essai sur la vie et les ouvrages de l'abbé Fleury (1837)
- Écrits de jeunesse : tradition humaniste et liberté de l'esprit, Champion, Paris, 2003
- Vie de la mère d'Arbouse, réformatrice de l'abbaye du Val-de-Grâce, dans Opuscules de M. l'abbé Fleury, prieur d'Argenteuil, tome 3, Nismes, 1780, pp. 1-126 ; suivie dans le même fascicule par : Suite de la vie de la mère d'Arbouze : Récit de ce qui est arrivé de plus mémorable au Val-de-Grâce, sous les trois premières abbesses qui ont succédé à Marguerite d'Arbouze, pp. 127-146. À la suite de ces deux textes se trouvent de nombreux écrits : Portrait du dauphin (Louis de Bourgogne, 1682-1712), Discours académiques et lettres, Discours sur Platon, Fragments de Platon, Extraits de la République de Platon, Réflexions sur les oeuvres de Machiavel, Lettre à M… sur la justice, Politique chrétienne tirée de saint Augustin, Pensées politiques, etc ; voir la table des matières pp. 637-644.